# The Long Way Home
『The Long Way Home』（ザ・ロング・ウェイ・ホーム）は、アメリカ合衆国のテレビドラマ『バフィー 〜恋する十字架〜』のコミック版。
テレビシリーズの最終回だった「選ばれし者」の続編である。2007年よりダークホースコミックスから刊行され、2010年にアニメ化された。

## ストーリー
4部で構成される。詳細はバフィー 〜恋する十字架〜#第8シーズンを参照。
サニーデール
サニーデールを訪れたボル将軍は、クレーターと化したサニーデールからエイミー・マディソンとウォーレン・ミアーズを救出する。そして、独断でバフィー・アン・サマーズをテロリストと断定する。
スコットランド
カウンシルのトップに収まったバフィーは、大勢の仲間に囲まれながらも孤独な生活を送っていた。そこにエイミーが現れ、バフィーの命を狙う。
アメリカ
エイミーに連れ去られたウィローを追ったバフィーは、アメリカ陸軍の銃火を浴びる。そしてボル将軍が悪のスレイヤー・グループのメンバーであることを知る。

## キャラクター
バフィー・アン・サマーズ
バンパイア・スレイヤー。カウンシルのチーフ。階級は大佐。
ザンダー・ハリス
バフィーの副官。軍曹。
ドーン・サマーズ
バフィーの妹。このエピソードで巨人になってしまったことが発覚する。
ウィロー・ローゼンバーグ
バフィーの親友。魔女。
ルパート・ジャイルズ
ウォッチャー。
ロビン・ウッド
ウォッチャー。
アンドリュー・ウェルズ
ウォッチャー。
サツ
バンパイア・スレイヤー。バフィーの助手。
レネ
バンパイア・スレイヤー。主に城の警備を担当する。
エイミー・マディソン
ウィローの旧友。
ウォーレン・ミアーズ
エイミーの恋人。第6シーズン終盤の「悪党」で死亡したことになっていたが、この『The Long Way Home』で生きていたことが判明する。
ボル
トワイライト・グループの一員でアメリカ陸軍の将軍。
イーサン・レイン
魔術師。バフィーにエンジェルとスパイクの幻影を見せる。
エンジェル
バフィーの恋人。『The Long Way Home』発売時点では生死不明となっている。
スパイク
同じくバフィーの恋人。エンジェルと同じく、この『The Long Way Home』が発売された時点では生死不明となっている。
ロウィーナ
バンパイア・スレイヤー。
レイア
バンパイア・スレイヤー。
トワイライト
謎の人物。このエピソードでは足のみ登場する。
上記のほか、『エンジェル』第5シーズンの「傷」で登場したスレイヤーたちが登場する。